# Szögi Csaba (író)
Szögi Csaba (Szabadka, 1975. november 30. –) magyar költő, író, szerkesztő, zenész. Írói álneve: Ekszerovits Szög. 

## Életpályája
Szülei Szögi Tibor és Berák Ibolya. Zentán járt általános iskolába és gimnáziumba. A Gödöllői Agrár Tudományi Egyetem (a mai SZIE) Környezet- és Tájgazdálkodási Intézetén szerzett agrármérnöki diplomát 2000-ben. 1992-től 2003-ig a Képes Ifjúság hetilap külmunkatársa, 2003-tól 2021-ig a Magyar Szó napilap és a Képes Ifjúság munkatársa, az utóbbinak 2011 és 2015 között felelős szerkesztője. A kezdetektől munkatársa, majd hamarosan szerkesztője a Sikoly folyóiratnak. 2018-as indulásától 2021-ig szerkesztője az Előretolt Helyőrség vajdasági kiadványának.
A regények, versek, novellák mellett elsősorban publicisztikai műfajokban alkot a legszívesebben. Fő érdeklődési köre a szépirodalom, a film, a zene, a színház, valamint a kultúra, a hagyomány és a társadalom között feszülő ellentét.

## Könyvei
- Költőfogyatkozás (versek – Kaloper, 1997)
- Drót (regény – zEtna, 2004)
- Korai orgazmus. Szabadulási kísérletek a vörös óriás hajnalától a fehér törpe alkonyatáig; zEtna, Zenta, 2008 (Vulkánfíber)
- Mint ami lent van. Az álmodó ember keringője. Regény; zEtna Basiliscus, Zenta, 2009 (Vulkáni Helikon)
- Ünnepnapok a ligetben avagy Játékok tíz éven át  (Gruik Zsuzsával és Illés Eszterrel; fesztiválkrónika – Magyar Szó, Újvidék, 2011)
- Utolsó éjszakánk Velencében. Egyslukkos fényképnovellák/ Mucsi Attila: A gólem ébredése c. sorozatával; zEtna, Zenta, 2012 (Vulkáni Helikon)
- Rakjatok be a gumiszobába! (versek – zEtna, 2014)
- Ekszerovits Szög: Utazásaim. Dokumentarista gonzóregény / Balatoni Boli: Brother Boli levelei. Útirajz; Forum, Újvidék, 2016
- Drót. 22-esem naplója (regény, második, átdolgozott kiadás – Napkút, 2017)
- Kismadár a csontketrecben. Visszafejlődésregény; zEtna, Zenta, 2018 (Vulkáni Helikon)
- Szakura angyalai. Kétfröccsös novellák; zEtna, Zenta, 2021 (Vulkáni Helikon)

## Forrás
- https://www.vamadia.rs/profil/szogi-csaba Archiválva 2022. szeptember 27-i dátummal a Wayback Machine-ben